# Bothrops muriciensis
Bothrops muriciensis este o specie de șerpi din genul Bothrops, familia Viperidae, descrisă de Ferrarezzi în anul 2001. Conform Catalogue of Life specia Bothrops muriciensis nu are subspecii cunoscute.